# Club de Deportes Linares
Il Club de Deportes Linares è una società calcistica cilena, con sede a Linares.
Milita nella Campeonato Nacional de Tercera División del Fútbol Profesional Chileno.

## Storia
Fondato nel 1955, non ha mai vinto trofei nazionali.